# مایکل اسپر
مایکل اِسپر (انگلیسی: Michael Esper؛ زادهٔ ۱ دسامبر ۱۹۷۶) بازیگر اهل ایالات متحده آمریکا است. وی از سال ۱۹۹۵ میلادی تاکنون مشغول فعالیت بوده‌است و بیشتر بابت فعالیت‌های تئاتری‌اش مشهور است.
از فیلم‌ها یا سریال‌های تلویزیونی که وی در آن نقش داشته‌است، می‌توان به همه چیزهای خوب، فرانسیس ها، ذهن زیبا، رانر رانر، کندو، بن برگشته، همسر خوب، از آسیب رساندن بپرهیز، مظنون، باور، ابتدایی، سایه‌های آبی، مرگ مغزی، ری داناوان و بیگانه اشاره کرد.